# Bejići
Bejići su naselje u općini Usora, Federacija BiH, BiH. Prema popisu iz 1991. Bejići su pripadali općini Tešanj.

## Stanovništvo
Nacionalni sastav stanovništva 1991. godine, bio je sljedeći:
ukupno:424
- Hrvati - 413
- Srbi - 6
- Jugoslaveni - 2
- ostali, neopredijeljeni i nepoznato - 3